# ЛВСГ-90
ЛВСГ-90 (Ленинградский Вагон Сочленённый Грузовой проекта 1990 года) — советский экспериментальный сочленённый трамвайный вагон, выпущенный в 1990 году Ленинградским трамвайно-троллейбусным заводом.

## История
Вагон построен в 1990 году. На нём впервые был опробован навесной узел сочленения.

## Эксплуатация
Единственный вагон работал в Санкт-Петербургском трампарке №1 под номером №1884, в середине 90-х отставлен от эксплуатации, порезан 01.2005